# Polikarpov R-Z
Il Polikarpov R-Z era un aereo da ricognizione/bombardiere leggero monomotore, biposto e biplano, sviluppato dall'OKB 84 diretto da Nikolaj Nikolaevič Polikarpov in Unione Sovietica negli anni trenta.
Derivato dal precedente Polikarpov R-5 venne impiegato successivamente sia per uso militare, dalla Voenno-vozdušnye sily (VVS), l'Aeronautica militare dell'Unione Sovietica, che per uso civile dall'Aeroflot come aereo da trasporto, rimase operativo fino all'inizio degli anni quaranta.
Nel ruolo dell'aerocooperazione e ricognizione tattica venne utilizzato durante la guerra civile spagnola dalle forze repubblicane.

## Storia del progetto
Negli anni venti in Unione Sovietica si ritenne di dover sostituire i bombardieri leggeri con incarichi anche di ricognizione Polikarpov R-1 e R-2, copie prodotte su licenza del britannico Airco DH.9A, un velivolo che era diventato l'ossatura dal bombardamento leggero della forza aerea sovietica ma che risalendo al periodo della prima guerra mondiale risentiva dell'età progettuale. L'OKB 84 diretto da Polikarpov iniziò su propria iniziativa il progetto di un pari ruolo che si concretizzò nel prototipo portato in volo per la prima volta nell'autunno 1928. Realizzato con struttura in legno, il nuovo velivolo era caratterizzato dalla configurazione alare biplana e dall'adozione come unità motrice di un motore V12 BMW VI.
Alla fine di un intensivo sviluppo il nuovo modello, designato R-5, venne avviato alla produzione in serie nel 1930 dotato di motorizzazione Mikulin M-17, copia su licenza del BMW VI, e destinato al ruolo di bombardiere/ricognitore. Successivamente venne prodotto anche in numerose altre versioni, sia civili che militari, tra le quali la versione P-5 realizzata in 1 000 esemplari destinati all'Aeroflot; altre vennero dotate di galleggianti come idrovolante a scarponi o ottimizzate per la cooperazione con le truppe di terra e l'attacco al suolo.
Un ulteriore sviluppo produsse una versione migliorata, la R-5SSS, versione che servirà da base al successivo modello R-Z.

### Sviluppo
La produzione iniziò presso la GAZ n.1 nel 1935, continuando fino al 1937, attestandosi alla fine su 1 031 esemplari costruiti.

## Tecnica
L'R-5 aveva un'impostazione classica per l'epoca; monomotore, biplano, carrello fisso.
La fusoliera era dotata di due abitacoli aperti posti in tandem, l'anteriore per il pilota ed il posteriore per l'osservatore/puntatore, che posteriormente terminava in una coda dall'impennaggio classico monoderiva dotato di piani orizzontali controventati. La configurazione alare era biplana, dotata di un'ala inferiore montata bassa ed una superiore, caratterizzata da un rilevabile angolo di diedro, collegata all'inferiore tramite una serie di montanti in tubo d'acciaio ed alla fusoliera da montanti trasversali ed una struttura anch'essi in tubo d'acciaio.
Il carrello d'atterraggio era semplice, fisso ed ammortizzato, dotato di ruote gommate di grande diametro per meglio operare su terreni non preparati ed integrato posteriormente da un semplice pattino d'appoggio. La propulsione era affidata ad un Mikulin M-17B, un motore aeronautico 12 cilindri a V raffreddato a liquido capace di erogare una potenza di 680 CV (500 kW). in seguito venne sostituito da un Mikulin AM-34.
Poteva disporre di un carico utile di circa 400–500 kg e due mitragliatrici, una PV-1 da 7,62 mm in caccia e da una o due ShKAS da 7,62 mm brandeggiabili per la postazione posteriore.

## Impiego operativo

### Militare

#### Guerra civile spagnola

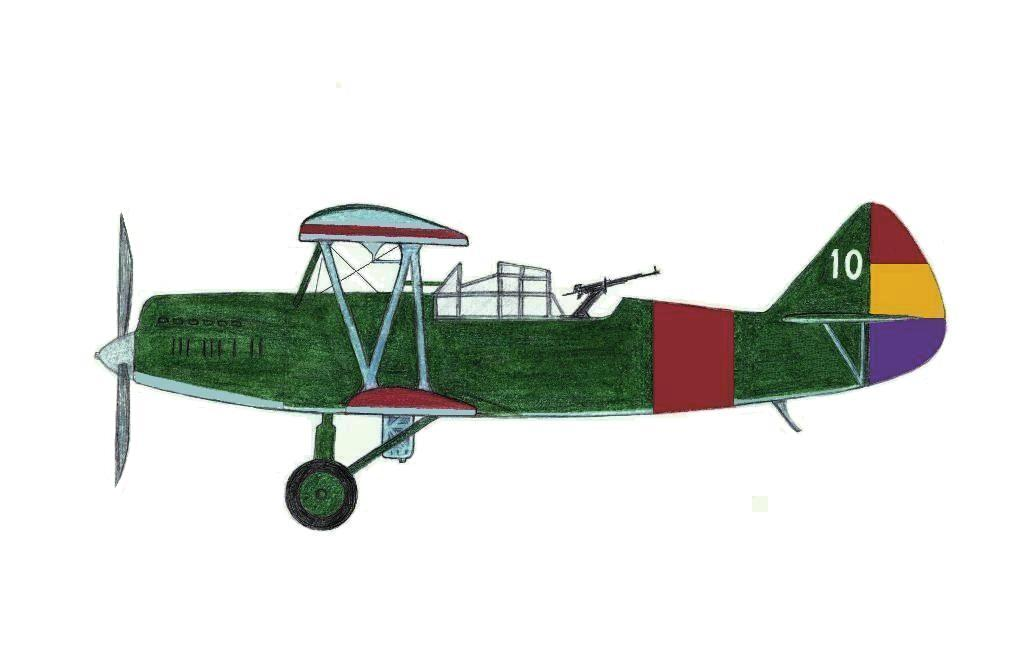
Disegno di un R-Z in livrea FARE.

Nel 1937 la Spagna repubblicana acquistò 61 esemplari di R-Z che servirono ad integrare i 31 R-5 che dal novembre 1936 già equipaggiavano con scarsi risultati la propria aeronautica militare, la Fuerzas Aéreas de la República Española (FARE), per utilizzarli nelle operazioni contro le forze franchiste durante la guerra civile spagnola. I nuovi modelli, soprannominati "Natacha" dalle forze repubblicane, garantivano prestazioni complessive nettamente superiori ai loro predecessori e vennero immediatamente assegnati ai reparti ed intensamente impiegati in combattimento. Anche se molti esemplari furono irreparabilmente danneggiati a terra dalle incursioni di spezzonamento incendiario le perdite in combattimento furono relativamente basse con 36 sopravvissuti catturati dai nazionalisti alla fine del conflitto nell'aprile 1939.

#### Seconda guerra mondiale
Il battesimo in combattimento degli R-Z avvenne a fianco degli R-5 ad opera dell'aeronautica militare mongola che li utilizzò nel 1939 durante le operazioni durante la battaglia di Khalkhin Gol per reprimere il tentativo di invasione giapponese. In seguito la V-VS lo utilizzò prima durante l'invasione sovietica della Polonia del 1939 e poi, nel periodo 1939-1940, contro le forze finlandesi durante la guerra d'inverno. I finlandesi riuscirono ad abbattere e catturare numerosi esemplari tra R-5 ed R-Z ma nessuno di essi, al contrario di altri modelli sovietici, venne riutilizzato dalla Suomen ilmavoimat. Benché nel 1941 fossero in procinto di lasciare i compiti di prima linea ai più recenti Ilyushin Il-2, gli R-Z rimasero in servizio con la V-VS sul fronte orientale usati principalmente nel ruolo di bombardiere leggero rimanendo operativi fino al 1944.

## Versioni
R-Z
versione principale bombardiere-ricognitore
R-Z Šturmovik
in russo P-Z штурмовик?, versione da attacco al suolo, caratterizzata dall'adozione di 4 mitragliatrici ShKAS calibro 7,62 mm addizionali posizionate sotto l'ala inferiore.
R-Z Rekord
in russo P-Z рекордный?, prototipo, versione da primato monoposto, caratterizzata da una cellula alleggerita, aerodinamica migliorata (carenature piccole e lucidate a specchio), sedile singolo. Sviluppato da V. V. Nikitin per superare il primato di quota massima, con il pilota V.V. Ševčenko ai comandi il 7 maggio 1937 raggiunse un'altitudine di 10 380 m (34 055 ft), l'8 maggio di 11 100 m (36 417 ft).

## Utilizzatori

### Militari
Spagna
- Fuerzas Aéreas de la República Española

 Unione Sovietica
- Voenno-vozdušnye sily

### Civili
Unione Sovietica
- Aeroflot